# Dekanat Górowo Iławeckie
Dekanat Górowo Iławeckie – jeden z 21 dekanatów w rzymskokatolickiej archidiecezji warmińskiej.

## Parafie
W skład dekanatu wchodzi 12 parafii:
- parafia św. Anny – Babiak
- parafia Najświętszego Serca Pana Jezusa – Dębowiec
- parafia Męczenników Podlaskich bł. Wincentego i Towarzyszy – Gałajny
- parafia Najświętszego Serca Pana Jezusa – Górowo Iławeckie
- parafia św. Brata Alberta Chmielowskiego – Kamińsk
- parafia Narodzenia Najświętszej Maryi Panny – Kandyty
- parafia św. Marii Magdaleny – Pieszkowo
- parafia św. Wawrzyńca – Pluty
- parafia Matki Boskiej Szkaplerznej – Rodnowo
- parafia Świętych Apostołów Szymona i Judy Tadeusza – Runowo
- parafia św. Andrzeja Boboli – Wojciechy
- parafia św. Maksymiliana Marii Kolbego – Zagaje

## Historia
Do 15 września 2022 roku w skład dekanatu wchodziło 9 parafii:
- parafia św. Augustyna i św. Anny – Babiak
- parafia bł. Wincentego i Towarzyszy – Gałajny
- parafia Najświętszego Serca Pana Jezusa – Górowo Iławeckie
- parafia św. Brata Alberta Chmielowskiego – Kamińsk
- parafia Narodzenia Najświętszej Maryi Panny – Kandyty
- parafia św. Marii Magdaleny – Pieszkowo
- parafia Matki Boskiej Szkaplerznej – Rodnowo
- parafia św. Andrzeja Boboli – Wojciechy

## Sąsiednie dekanaty
Bartoszyce, Lidzbark Warmiński, Orneta, Pieniężno